# 查尔顿·赫斯顿
卻爾登·希斯頓（英語：Charlton Heston，1923年10月4日—2008年4月5日），出生於美國伊利諾州的電影、電視演員，常演戰爭片裡軍人、聖人、英雄、偉人。代表作為《十誡》（演猶太教先知摩西），出演電影《賓漢》榮獲1959年第32屆奧斯卡最佳男主角獎，晚年擔任美國來福槍協會（NRA）主席。他也是美國平民最高榮譽總統自由勳章的得主，是美國共和黨支持者。他支持1960年代的民權運動。希斯頓於2002年証實患上阿茲海默症。2008年4月5日，在比華利山的住所去世，他的妻子當時伴陪在側。

## 出身

### 早年生平
希士頓原名約翰·查爾斯·卡特，於美國伊利諾州埃文斯頓出生，是莉拉（Lilla）及磨坊操作員拉塞爾·華福·卡特的兒子。希士頓來自英國和蘇格蘭，是費沙氏族（Fraser clan）的成員之一。十歲時，父母離異。不久，他母親嫁給賈斯特·希士頓。這個新家庭移居到芝加哥北部市郊威爾梅特，並入讀新特里爾中學（New Trier High School）。

### 演藝生涯
希士頓加入了新特里爾中學的戲劇計劃，曾經在由未來影片活動家大衛·布雷得里所執導的16釐米業餘默片《培爾·金特》中演出。他在文納特卡社區劇院十分活躍，賺取了戲劇獎學金入讀西北大學。數年後，希士頓與布雷得里合夥去製作莎士比亞名劇《凱撒大帝》的首個聲音版本。在這個配音劇中，他飾演馬克·安東尼。

### 二次大戰服役生涯
1944年，希士頓被美國陸軍航空軍徵召入伍。希士頓在阿留申群島第11空軍基地的B-25轟炸機擔任了兩年無線電操作員，後來晉升為上士。1944年他與西北大學同學莉迪雅（Lydia Marie Clarke）結婚。

### 電視生涯
二次大戰結束，他與妻子在紐約生活，以擔任模特兒為生。他們育有一子費沙（Fraser Clarke Heston）及收養了一名女兒荷莉·安·希士頓（Holly Ann Heston）。為了加入劇院，兩夫妻於1947年決定在北卡羅來納州艾西維爾管理一間劇場。翌年，他們返回紐約在百老匯音樂劇《安東尼和克利奧帕特拉》中擔當配角。

## 出演的著名電影
- 《十誡》（1956年）飾演摩西
- 《賓漢》（1959年）飾演猶大·賓漢
- 《北京55日》（1963年）
- 《鄧迪少校》（1965年）
- 《萬世千秋》（1965年）
- 《浩劫餘生》原版（Planet of the Apes，1968年）飾演太空人泰勒
- 《浩劫餘生續集》（1969年）飾演太空人泰勒
- 《超世紀諜殺案》（Soylent Green，1973年）飾演 Frank Thorn
- 《新埃及豔后》（Antony and Cleopatra，1972年）
- 《決戰猩球》（Planet of the Apes，2001年）
- 《賓漢 (2003年電影)（英语：Ben Hur (2003 film)）》（2003年卡通版，是為最後一套演出的作品）聲演猶大·賓漢